# Bandera d'Alacant
La bandera d'Alacant és l'ensenya que identifica la província marítima d'Alacant i, per extensió, a la ciutat del seu principal port, Alacant. El seu origen ve d'una ordre del Ministeri de la Marina espanyol de 1845 quan s'aprovà la numeració i colors de les banderes dels vaixells de les diferents divisions marítimes. No existeix descripció oficial, ni legal, ni acta de l'acord de l'adopció de la bandera d'Alacant per part de l'antic Consell d'Alacant (Ajuntament), però les característiques vexil·lològiques habituals són els següents:
Bandera apaïsada, de proporcions dos d'alt per tres de llarg, partida, d'argent junt a l'ast, i blau la batent. Amb l'escut al bell mig, i en els seus colors.
Com que no consta cap adopció oficial, no queda establerta clarament les proporcions de cadascun dels elements que componen la bandera, sobretot pel que fa a la grandària i ubicació concretes de l'escut. En el cas de la bandera provincial, l'escut és lleugerament diferent: Les armes d'Aragó que apareixen en cap en l'escut de la ciutat d'Alacant, en comptes de representar-se en forma de cairó, es representa en el primer quarter amb l'escut partit, i sense el Toisó d'Or.

## Història
La bandera municipal d'Alacant procedeix de l'antiga contrasenya de la Província Marítima d'Alacant, integrada en el Departament Marítim de Cartagena.
Una reial ordre de 30 juliol 1845 va establir un codi de contrasenyes perquè els vaixells matriculats a cada província marítima pogueren ser identificats, tant des del mar com a vista des dels ports. La contrasenya assignada pel Ministeri de Marina a la província marítima de Alacant va ser una bandera blanca i blava a parts iguals, trobant-se la meitat blanca al costat del pal.
Una reial ordre de 31 octubre 1857 va abolir el sistema de contrasenyes, però la inèrcia del seu ús, ja totalment voluntari, va entrar fins al segle XX on sobretot els vaixells de pescadors alacantins continuaren usant-la, començant a conèixer com a bandera nàutica.
L'1 de febrer de 1893, l'Ajuntament va adoptar com a ensenya local la coneguda aleshores com a bandera nàutica.
Així, per tant, si bé l'ajuntament utilitza la contrasenya marítima d'Alacant als seus edificis municipals per a representar l'Ajuntament, a nivell oficial i legal la Corporació no ha acordat l'adopció d'una bandera municipal seguint el procediment oficial, regulat a hores d'ara per la normativa d'heràldica i vexil·lologia valenciana.

## Curiositat
Altres casos d'adopció d'una contrasenya naval, per la seua popularitat, com a bandera local són les de les ciutats de Vinaròs o Mataró.